# Festival international brésilien du documentaire É Tudo Verdade
Le Festival international brésilien du documentaire É Tudo Verdade (portugais : É Tudo Verdade - Festival Internacional de Documentários) est un festival de cinéma brésilien qui se déroule chaque année à Sao Paulo et Rio de Janeiro. 
Créé en 1996,, c'est l'un des principaux festival du film documentaire en Amérique latine consacré exclusivement à la production non fictive,.